# Fotografia de guerra

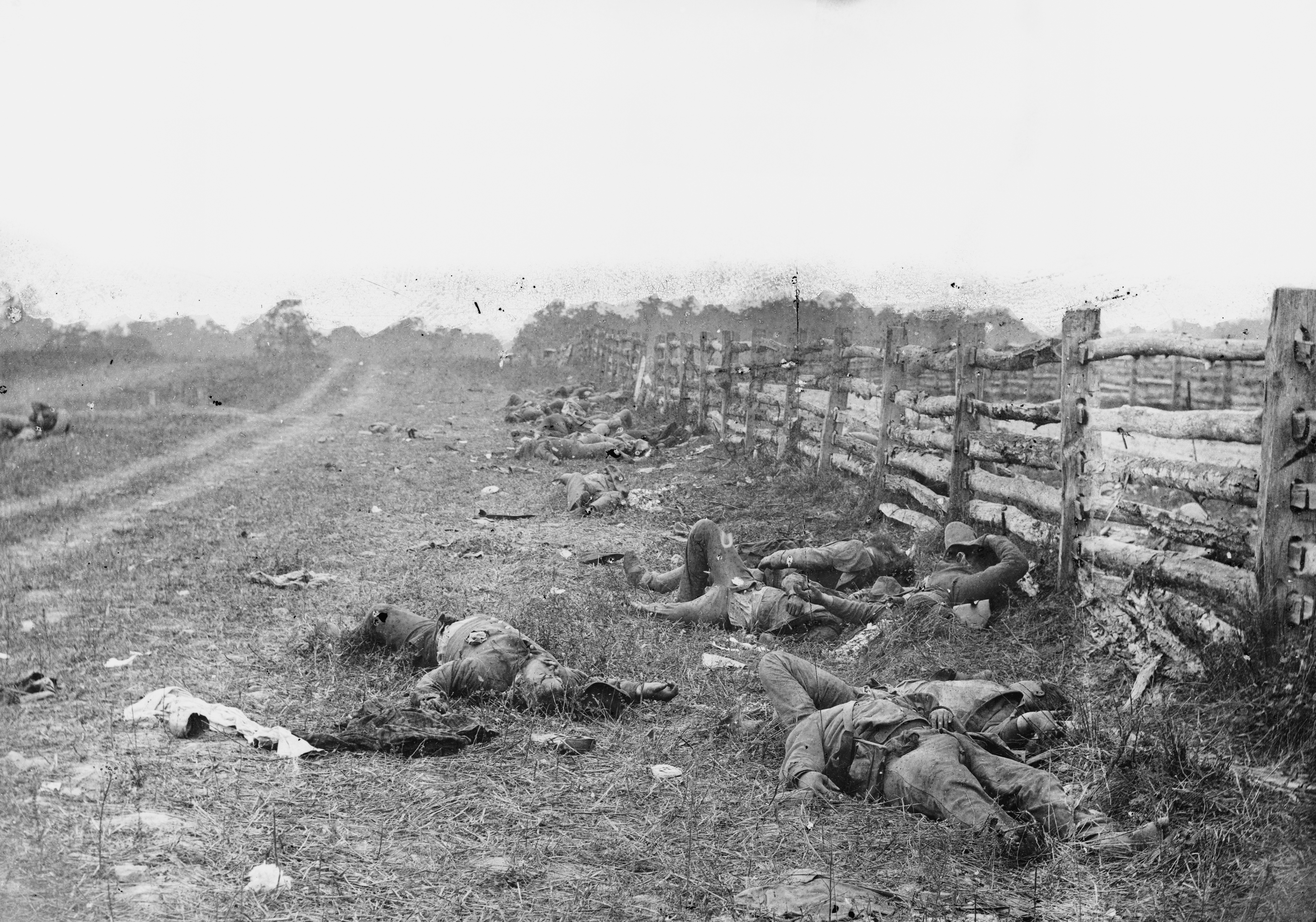
Vista típica del camp a la Antietam durant la Guerra Civil dels Estats Units. Extraída de la Library of Congress' American Memory collection.

La fotografia de guerra captura imatges de conflictes armats i de la vida en àrees que es troben en guerra. També descriu el terror de la guerra alternats amb actes de sacrifici i humanitaris. A diferència de pintures i dibuixos de la guerra, les imatges basades en fets reals no són alterades fàcilment a les fotografies.

## Orígens
Des de l'antiguitat clàssica, la guerra ha estat explicada i representada de mil maneres. Podríem dir que l'Anàbasi de Xenofont fou el primer reportatge de guerra fet durant l'antiga Grècia, l'any 431 a.C., on s'explica la guerra del Peloponeso (431-404 a.C). Juli Cèsar (Roma 100 a.C-44 a.C) també va transcriure la Guerra de les Gàl·lies i narrava les seves batalles, feia arribar els escrits a Roma per a què els seus agents multipliquessin les còpies i així augmentés el seu prestigi a la ciutat.
L'any 1853, a Crimea, tots els elements que intervenen en la guerra estaven sota supervisió militar, per tant l'aparició del primer corresponsal de guerra civil vinculat a un mitjà de comunicació va suposar la creació d'un nou front que relacionava directament periodistes i militars. En aquest conflicte (1853-56) apareix el mot "corresponsal de guerra", lligat a un civil, una persona desarmada i que està treballant. Aquí és on entra el famós reporter de guerra, William Howard Russell (Dublín, 1821-Londres 1907), la figura del corresponsal que va adquirir major rellevància durant el segle XX. Va significar un canvi perquè a partir del seu periodisme, els governs han dissenyat sistemes per gestionar la presència de periodistes en els camps de batalla, i això ha sigut un canvi en la implantació de la guerra militar.
A Espanya a finals del segle XIX van sorgir reporters que volien informar de les guerres d'Àfrica (Francisco Peris Mencheta, Gaspar Núñez de Arce o José Boada). La primera corresponsal espanyola, Carmen de Burgos, no va tenir mèrit fins al segle xx.

## Punt d'inflecció: Guerra de Vietnam
És just després de la guerra de Vietnam (1958-1975) quan els EEUU s'adonen que no només cal convèncer a la població dels beneficis de la guerra, sinó també controlar el que veuen, la informació que reben i com la reben. Cal tenir en compte que des de finals dels seixanta fins a 1972 la mitjana de baixes als EUA era de 100 morts per dia. En aquest conflicte el Govern americà va donar permís a un gran nombre de premsa lliure per a accedir al camp de batalla. La televisió, fins llavors absent, va permetre tot un moviment d'imatges i històries sobre el conflicte, perquè de 1965 a 1975 les grans cadenes de TV d'USA només van dedicar el 3% del seu temps a la guerra. Per primera vegada, es va permetre la presència de corresponsals integrats dins de les unitats per fer el seu treball. No obstant això, aquests periodistes no havien de sotmetre's a cap mena de normes que poguessin restringir la seva activitat professional. Així, en moltes ocasions, no només van ser traslladats amb mitjans militars als llocs on desitjaven treballar, sinó que van haver de ser protegits de manera directa perquè poguessin aconseguir els seus objectius informatius. Això significa que els periodistes treballaven gairebé amb plena llibertat de moviments, ja que hi havia més de 700 periodistes acreditats a Saigon i, per tant, la censura era més difícil de controlar.
L'any 1968, després de l'ocupació de Saigón per part del Việt Minhh, els espectadors estatunidencs van presenciar des de les seves cases l'evacuació de les seves ambaixades. Estaven veient l'horror de la guerra, el dolor humà, i la incapacitat del seu país per a guanyar- la. D'altra banda, alguns periodistes van mostrar també la caiguda d'alguns militars a la droga i la corrupció, així com els crims contra la humanitat del propi exèrcit estatunidenc (que se suposava que liderava al món lliure en la lluita contra el comunisme).
Per això Vietnam fou la que va segellar la desconfiança entre militars i reporters, sobretot perquè quan la guerra va finalitzar el 64% dels soldats creien que els americans havien perdut per culpa dels mitjans de comunicació, per haver rebaixar els ànims i haver “mentit” a la població.
Les potències occidentals van reflexionar i van arribar a la conclusió que els comunicats oficials de guerra no poden contradir l'espectacle televisiu, i sorgeix l'anomenat «front mediàtic» de la guerra. Així, si un govern vol continuar amb una guerra, ha d'assegurar-se que els seus ciutadans percebin aquesta com a justa. És aquí on encaixa la importància creixent dels mitjans de comunicació, i és on els mitjans de comunicació es comencen a moure per interessos i a ensenyar el que es necessita per tenir l'opinió pública de costat.

## "Sistema dels pool" i guerra de les Malvines
El primer conflicte en el qual es va posar a prova les conclusions extretes a partir de Vietnam, va ser la Guerra de les Malvines (1982). Després de la represa de les illes, el ministeri de Defensa britànic va disposar un sistema de control dels periodistes; en va triar a disset que serien transportats, allotjats i atesos en vaixells militars. A més de confraternitzar i conviure amb els militars, els periodistes necessitaven els mitjans tecnològics dels vaixells per a enviar les seves informacions. Per tant, van acceptar sotmetre totes les seves informacions (que eren escasses perquè estaven obligats a estar lluny del front i tenien als soldats com a úniques fonts) a la censura militar.
Aquí van néixer les fake news. La dictadura argentina va orquestrar un poderós mecanisme de propaganda amb els militars i els mitjans de comunicació com a còmplices, per a construir la visió triomfalista de la guerra de les Malvines, en un desesperat últim intent de conservar el poder. Tot aquest engany va sortir a la llum després de la caiguda de la dictadura. Aquest mecanisme rebria posteriorment el nom del «model Malvines» o «pool».
Durant la Guerra Iran-Iraq (1980-1988) el Pentàgon va posar en marxa per primera vegada el model Maldives. Grups de periodistes es van organitzar per a acompanyar els vaixells de guerra estatunidencs que patrullaven en aigües del Golf Pèrsic. Les regles a les quals s'havien de sotmetre eren molt rígides i van ser l'antecedent d'experiències similars a Granada, Panamà i la Guerra del Golf l'any 1991. Entre elles es pot destacar el caràcter no competitiu d'aquesta «associació» de periodistes, en la qual tot el material obtingut havia de ser compartit. A més, no podien transmetre cap mena d'informació fora dels canals militars prèviament establerts. A partir de la invasió de Granada, els EUA van establir un pool permanent: National Mitjana Pool. Durant els dies de la invasió de la petita illa del Carib no va haver-hi ni un sol periodista. El Pentàgon va prohibir la seva presència amb l'excusa que era perillós. Això va causar el primer gran procés de les networks estatunidenques (Columbia Broadcasting System (CBS) i ABC) contra el Pentàgon per incomplir el dret a la informació verídica.
Els reporters van denunciar l'incompliment de la primera llei relativa a la llibertat de premsa i es va crear una comissió encarregada de dissenyar un sistema per a pròxims conflictes. L'any 1985 naixia el National Media Pool, que regulava la selecció d'un grup de periodistes que podrien tenir accés a les operacions i s'encarregarien després de traslladar la informació a la resta de companys. S'estrenava 4 anys després de Panamà però amb un èxit escàs; els escollits van ser retinguts i els que van actuar per lliure van tenir més accés a la informació.
L'any 1991 començava la Guerra del Golf i la falta d'accés a la informació va generar que molts decidissin tornar a aventurar-se de manera independent (freelance). A l'inici de la guerra a Bagdad només dos periodistes van aconseguir mantenir-se al país sense ser capturats o sense retirar-se per pressions rebudes; Peter Arnett de la Cable News Network (CNN), estatunidenc, i Alfonso Rojo d'El Mundo, espanyol. Ells van convertir la Guerra del Golf en la primera retransmesa en directe a través de la televisió.

## Actualitat
El segle XXI ha sigut una època marcada pel boom de les imatges de guerra en els mitjans. Durant els atemptats de l'11 de setembre, la cadena Cable News Networ (CNN) va mantenir «una programació especial sense precedents de 141 hores d'emissió ininterrompuda, gairebé sis dies, sense publicitat ni programes habituals en la programació del canal». Després d'això, van començar a difondre's vídeos d'Ossama bin Laden en els mitjans. A pesar que la Consellera de Seguretat Nacional dels EUA, Condoleezza Rice, va dictar una ordre de supressió sobre els mitjans estatunidencs perquè no es presentessin imatges del terrorista sense permís previ de l'Administració, van continuar apareixent en els informatius.
El psiquiatre Luis Rojas Marcos va fer un estudi que deia:, «des dels principis de la civilització en gairebé totes les cultures, l'home ha sentit fascinació pels relats i escenes de violència». Al créixer la proliferació d'imatges violentes, s'ha creat un nou concepte; la insensibilitat enfront del dolor aliè.

## Fotògrafs de guerra
Els fotògrafs que treballen en aquest gènere a voltes són ferits o assassinats en ser que intenten capturar imatges al camp de batalla. Periodistes i fotògrafs estan protegits per convencions internacionals, però la història demostra que sovent són blancs de grups guerrillers i/o militars, a vegades per mostrar el seu odi cap als seus oponents i altres voltes per prevenir ser reconeguts a través de les fotografies.
Durant la Segona Guerra del Golf, per exemple, molts de fotògrafs van ser capturats i executats per part dels terroristes i els insurgents armats sovint els disparaven. També van ser víctimes de les forces americanes com va ser el cas del gallec José Couso Permuy que va morir per l'esclat d'una bomba americana quan assaltaven l'Hotel Palestine.
El primer foto-periodista de guerra reconegut va ser Robert Capa. Destaca especialment la seua feina sobre la guerra civil espanyola i per les úniques imatges existents sobre el desembarcament de Normandia, a la platja Omaha. Alguns dels carrets exposats per Capa en aquella batalla decisiva de la II Guerra Mundial, van ser mal revelats al laboratori i es perderen, d'aquesta manera, imatges d'un valor incalculable.
James Nachtwey actualment és un dels més importants foto-reporters que hi ha. Amb desenes de conflictes a les seues espatlles té una forma d'expressar en imatges l'horror amb un alt sentit estètic sumat a un fort impacte visual que fa reflexionar l'espectador. Al cap i a la fi aquesta és la veritable labor d'un reporter de guerra, però només un petit percentatge de periodistes ho aconsegueix.
Santiago Lyon, el director de fotografia de l'Agència Associated Press amb base a Nova York, va ser durant molts anys també un destacat fotògraf de guerra i fins i tot arribà a ser guardonat amb el prestigiós World Press Photo. Destaquen especialment les sèries realitzades a Albània i Kosovo durant el conflicte als Balcans i les sèries sobre Afganistan durant l'ocupació dels Talibans. Tot i la seua poca edat, en l'actualitat està retirat i realitza una feina de despatx des d'on coordina totes les oficines d'AP disseminades pel planeta.